# Alan Paterson
Alan Sinclair Paterson (né le 11 juin 1928 à Glasgow - mort le 8 mai 1999 à Port Credit) est un athlète britannique, spécialiste du saut en hauteur.

## Biographie

### Palmarès
| Date | Compétition                  | Lieu      | Résultat | Performance |
| ---- | ---------------------------- | --------- | -------- | ----------- |
| 1946 | Championnats d'Europe        | Oslo      | 2e       | 1,96 m      |
| 1948 | Jeux olympiques              | Londres   | 7e       | 1,90 m      |
| 1950 | Jeux de l'Empire britannique | Auckland  | 2e       | 1,95 m      |
| 1950 | Championnats d'Europe        | Bruxelles | 1er      | 1,96 m      |

### Records
| Épreuve         | Performance | Lieu | Date |
| --------------- | ----------- | ---- | ---- |
| Saut en hauteur | 2,02 m      | —    | 1947 |